# Tomáš Kos
Tomáš Kos (ur. 31 grudnia 1967 w Semily) – czeski biathlonista, reprezentujący też barwy Czechosłowacji, wicemistrz świata.

## Kariera
W Pucharze Świata zadebiutował 17 grudnia 1987 roku w Hochfilzen, kiedy zajął 67. miejsce w biegu indywidualnym. Pierwsze punkty zdobył 23 stycznia 1988 roku w Anterselvie, zajmując 18. miejsce tej samej konkurencji. Na podium zawodów tego cyklu jedyny raz stanął 18 stycznia 1992 roku w Ruhpolding, kończąc rywalizację w sprincie na drugiej pozycji. W zawodach tych rozdzielił Niemca Jensa Steinigena i Thierry'ego Gerbiera z Francji. Najlepsze wyniki osiągał w sezonie 1988/1989, kiedy zajął 38. miejsce w klasyfikacji generalnej.
Podczas mistrzostw świata w Mińsku/Oslo/Kontiolahti w 1990 roku wspólnie z Ivanem Masaříkiem, Janem Matoušem i Jiřím Holubcem zdobył srebrny medal w biegu drużynowym. Był też między innymi jedenasty w spricie na mistrzostwach świata w Borowcu trzy lata później.
W 1988 roku wystartował na igrzyskach olimpijskich w Calgary, gdzie zajął 22. miejsce w biegu indywidualnym, 24. w sprincie i 11. w sztafecie. Podczas igrzysk w Albertville cztery lata później uplasował się na 23. pozycji w biegu indywidualnym, 22. w sprincie i 7. w sztafecie. Brał też udział w igrzyskach olimpijskich w Lillehammer w 1994 roku, zajmując 46. miejsce w sprincie i 12. w sztafecie.
Po zakończeniu czynnej kariery został trenerem, trenował między innymi reprezentację Słowenii.

## Osiągnięcia

### Igrzyska olimpijskie
| Rok  | Miejscowość | Konkurencje | Konkurencje | Konkurencje | Konkurencje | Konkurencje | Konkurencje | Konkurencje |
| Rok  | Miejscowość | IN          | SP          | PU          | MS          | RL          | MR          | SR          |
| ---- | ----------- | ----------- | ----------- | ----------- | ----------- | ----------- | ----------- | ----------- |
| 1988 | Calgary     | 22.         | 24.         | nd.         | nd.         | 11.         | nd.         | –           |
| 1992 | Albertville | 23.         | 22.         | nd.         | nd.         | 7.          | nd.         | –           |
| 1994 | Lillehammer | –           | 46.         | nd.         | nd.         | 12.         | nd.         | –           |

### Mistrzostwa świata
| Rok  | Miejscowość            | Konkurencje | Konkurencje | Konkurencje | Konkurencje | Konkurencje | Konkurencje | Konkurencje |
| Rok  | Miejscowość            | IN          | SP          | PU          | MS          | RL          | MR          | SR          |
| ---- | ---------------------- | ----------- | ----------- | ----------- | ----------- | ----------- | ----------- | ----------- |
| 1989 | Feistritz              | 38.         | –           | nd.         | nd.         | 7.          | nd.         | –           |
| 1990 | Mińsk/Oslo/Kontiolahti | –           | –           | nd.         | nd.         | –           | nd.         | –           |
| 1993 | Borowec                | 36.         | 11.         | nd.         | nd.         | 12.         | nd.         | –           |
| 1994 | Canmore                | nd.         | nd.         | nd.         | nd.         | nd.         | nd.         | –           |

### Puchar Świata
| Sezon     | Miejsce |
| --------- | ------- |
| 1987/1988 | 51.     |
| 1988/1989 | 38.     |
| 1989/1990 | -       |
| 1990/1991 | 70.     |
| 1991/1992 | 44.     |
| 1992/1993 | 70.     |
| 1993/1994 | 71.     |
| 1994/1995 | -       |

#### Miejsca na podium chronologicznie
| Lp. | Dzień       | Rok  | Miejscowość | Konkurencja     | Lokata | Pudła | Czas biegu | Strata | Zwycięzca      |
| --- | ----------- | ---- | ----------- | --------------- | ------ | ----- | ---------- | ------ | -------------- |
| 1.  | 18 stycznia | 1992 | Ruhpolding  | Sprint na 10 km | 2.     | 0+0   | 53:00,9    | +4,6   | Jens Steinigen |